# Tivoli (platform)
Tivoli is een beheersuite van IBM. Het omvat een groot spectrum aan beheerhulpmiddelen om het operationele beheer van complexe ICT-afdelingen te kunnen ondersteunen en vereenvoudigen.

## Beschrijving
Het Tivoli Enterprise Console (TEC) is het centrale dashboard waar alle afzonderlijke Tivoli componenten de signalen aan melden. Een correlatiefunctie beoordeelt de afzonderlijke events op relevantie en prioriteit. Hiermee ondersteunt Tivoli verschillende ITIL-processen zoals Incident Management en Availability Management.
De afzonderlijke componentjes die de informatie aan TEC leveren zijn agents (kleine programmaatjes die op de te beheren computersystemen worden geïnstalleerd) en adapters die informatie uit gekoppelde systemen opnemen, converteren naar Tivoli formaat en die leveren aan TEC. De signalen die agents en adapters leveren worden ook wel events genoemd.
TEC heeft de mogelijkheid om zelf op basis van scripts voor bijzondere events voorgedefinieerde acties uit te voeren. Ook presenteert TEC de events aan de operationele beheerder die zelf de signalen kan onderzoeken en besluiten om actie te ondernemen. 
De afzonderlijke componenten communiceren met elkaar via het SNMP-protocol. Ook niet-Tivolicomponenten kunnen op deze manier communiceren met het TEC.

### Concurrenten
Concurrerende producten zijn Openview van Hewlett-Packard, Unicenter en eTrust van CA, de NetIQ range van NetIQ en Microsoft Operations Manager (al is dat product met name geschikt voor Microsoft Windows georiënteerde omgevingen).

## Tivoli onderdelen

### Beheer georiënteerd
- Tivoli Monitoring (verschillende versies voor bijvoorbeeld Applications en .NET)
- Omegamon (performance meting voor verschillende platformen)
- Netview (beheer van netwerken)

### Security georiënteerd
- Identity Manager
- Access Manager
- Risk Manager

### Opslag georiënteerd
- Storage Manager (TSM)
- ESS